# Brigada de Trípoli
Brigada de Trípoli, também conhecida como Katiba Tripoli ou Brigada dos Revolucionários de Trípoli, é um grupo armado da Líbia ativo durante a Primeira e a Segunda Guerra Civil Líbia.
A Brigada dos Revolucionários de Trípoli foi uma unidade do Exército de Libertação Nacional da Líbia criada durante a Primeira Guerra Civil. Originalmente formada em abril de 2011 no reduto das forças da oposição em Bengazi, mais tarde foi transferida para as Montanhas Nafusa - na época a linha de frente mais próxima de Trípoli - antes de avançar para a própria cidade em agosto,  desempenhando um papel muito importante na Batalha de Trípoli. 
Após a Primeira Guerra Civil, a Brigada de Trípoli continuou presente na capital. Em 2016, foi reconhecida pelo Ministério do Interior do Governo de União Nacional. Ganhou visibilidade depois de estar à frente da expulsão das brigadas de Misrata e dos jihadistas de Khaled al-Sharif da capital. Suas tropas estão encarregadas de proteger locais sensíveis como os ministérios e as prisões.